# Walther von Wartburg
Walther von Wartburg (Riedholz, Soleura, Suiza, 18 de mayo de 1888 - Basilea, 15 de agosto de 1971) fue un filólogo suizo, originario de una familia de lengua alemánica. Erudito romanista, sus trabajos fueron de gran valía para los romanistas.

## Biografía
Estudió en las Universidades de Berna, Zúrich, Florencia y París, antes de presentar en 1918 su tesis doctoral: Zur Benennung des Schafes in den romanischen Sprachen (Sobre la denominación de la oveja en las lenguas románicas, 37 páginas). E 1921 ingresó como docente privado en Berna. Trabajó después en Lausana y entre 1929 y 1939 fue docente en la Universidad de Leipzig. Más tarde, de 1940 a 1959 fue profesor de filología francesa en la Universidad de Basilea.
Su obra maestra es sin ningún tipo de duda el Französisches Etymologisches Wörterbuch (FEW). Esta obra, de una extensión y riqueza impresionantes, resulta ser un intento exitoso de recoger todo el léxico del francés, del occitano y del francoprovençal de aquel tiempo, dando a la vez el origen, la historia y las transformaciones de las palabras recogidas.
Walther von Wartburg recibió el galardón de doctor honoris causa de las Universidades de Lausana y de Leeds. Desde 1921 fue miembro correspondiente de la Sección Filológica del Instituto de Estudios Catalanes. A partir de 1952 fue miembro correspondiente de la Academia de Buenas Letras de Barcelona.